# Partial Response/Maximum Likelihood
Partial Response/Maximum Likelihood (PRML) ist ein Leseverfahren, um Daten von magnetischen Datenträgern, wie Festplatten, mit höherer Schreibdichte zu lesen.

## Verfahren
Um Daten auf einen magnetischen Datenträger zu schreiben, werden diese zunächst mittels eines Leitungscodes codiert. Diese Kodierung basiert z. B. auf der Gruppe der RLL-Codes, welche die Daten in Form unterschiedlich langer Pulsfolgen am Speichermedium abbilden.
Beim Lesen der Daten kann, durch schwankende Materialeigenschaften des magnetischen Mediums, hohe Schreibdichten oder zufälliges Rauschen, die Höhe der einzelne Pulse variieren. Dadurch weisen die üblichen, fixen Schwellwertentscheidungen zur Bildung eines Digitalsignals höhere Fehlerraten auf als PRML. Bei fixer Schwellwertentscheidung werden z. B. analoge Signalwerte des Lesekopfes mit über 50 % als logisch-1 interpretiert, Signalwerte mit weniger als 50 % dagegen als logisch-0.
Bei PRML wird hingegen die Schwellwertentscheidung dynamisch in Abhängigkeit vom Signalverlauf verschoben und somit von der zeitlichen Umgebung im Rahmen einer Maximum-Likelihood-Methode abhängig gemacht. Damit können, neben einer besseren Störunterdrückung auf magnetischen Medien, höhere Schreibdichten erzielt werden, da die einzelnen Schreibimpulse bis zu einem gewissen Grad quasi „ineinander“ fließen können und aufgrund der Nachbarschaft geschätzt werden.
Wird vom Lesekopf z. B. ein analoger Signalverlauf mit folgendem prozentualen Verlauf gelesen:
70 %, 60 %, 55 %, 60 %, 70 %,
so wird dieser bei fixer Schwellwertentscheidung als konstante logische Bitfolge 111 gelesen, während er bei PRML als 101 interpretiert wird.
Ähnlich verhält es sich bei Signalwerten wie:
30 %, 35 %, 45 %, 35 %, 30 %
welcher bei fixer Schwellwertentscheidung als konstant 000 gelesen wird, bei PRML hingegen als Bitfolge 010 interpretiert wird.
Da ein Maximum Likelihood Detektor auch ein gewisse Intelligenz besitzt und weiß, dass die 111 eine verbotene Abfolge ist, kann anhand statistischer Berechnungen auf die tatsächlichen Werte geschlossen werden. Hierzu ein Beispiel aus der Literatur::
```
0,8 0,3 -0,7 -0,2 0,6 0,9 1,1 0,2 Signalwerte
 1   0   -1    0   1   1   0   0    Variante 1
 1   0   -1    0   0   1   1   0    Variante 2 << ML
 1   0   -1    0   0   0   1   1    Variante 3

```

Neben der logisch analytischen Betrachtung, dass Variante 2 die wahrscheinlichste ist, berechnet PRML dies per Mittlere quadratische Verschiebung.
Unabhängig von PRML wird die so gewonnene digitale Datenfolge im Anschluss durch den Leitungsdecoder (RLL) decodiert, woran sich üblicherweise weitere Stufen wie Fehlerkorrekturverfahren anschließen.
Entfernt ist PRML mit dem Viterbi-Algorithmus vergleichbar, wenngleich bei PRML keine Faltungscodes eingesetzt werden müssen.